# Okres Praha-západ
Praha-západ (Nederlands: Praag-West) is een district (Tsjechisch: Okres) in de Tsjechische regio Midden-Bohemen. De hoofdstad is Praag (Praha), hoewel deze stad in een andere regio ligt. Het district bestaat uit 79 gemeenten (Tsjechisch: Obec). Sinds 1 januari 2007 hoort de gemeente Dolany niet meer bij dit district, maar bij de okres Mělník.

## Lijst van gemeenten
De obce (gemeenten) van de okres Praha-západ. De vetgedrukte plaatsen hebben stadsrechten. De cursieve plaatsen zijn steden zonder stadsrechten (zie: vlek).
Bojanovice - Bratřínov - Březová-Oleško - Buš - Černolice - Černošice - Červený Újezd - Číčovice - Čisovice - Davle - Dobrovíz - Dobříč - Dobřichovice - Dolní Břežany - Drahelčice - Holubice - Horoměřice - Hostivice - Hradištko - Hvozdnice - Choteč - Chrášťany - Chýně - Chýnice - Jeneč - Jesenice - Jílové u Prahy - Jíloviště - Jinočany - Kamenný Přívoz - Karlík - Klínec - Kněževes - Kosoř - Kytín - Lety - Libčice nad Vltavou - Libeř - Lichoceves - Líšnice - Měchenice - Mníšek pod Brdy - Nučice - Ohrobec - Okoř - Okrouhlo - Ořech - Petrov - Pohoří - Průhonice - Psáry - Ptice - Roblín - Roztoky - Rudná - Řevnice - Řitka - Slapy - Statenice - Středokluky - Svrkyně - Štěchovice - Tachlovice - Trnová - Třebotov - Tuchoměřice - Tursko - Úholičky - Úhonice - Únětice - Velké Přílepy - Vestec - Vonoklasy - Vrané nad Vltavou - Všenory - Zahořany - Zbuzany - Zlatníky-Hodkovice - Zvole

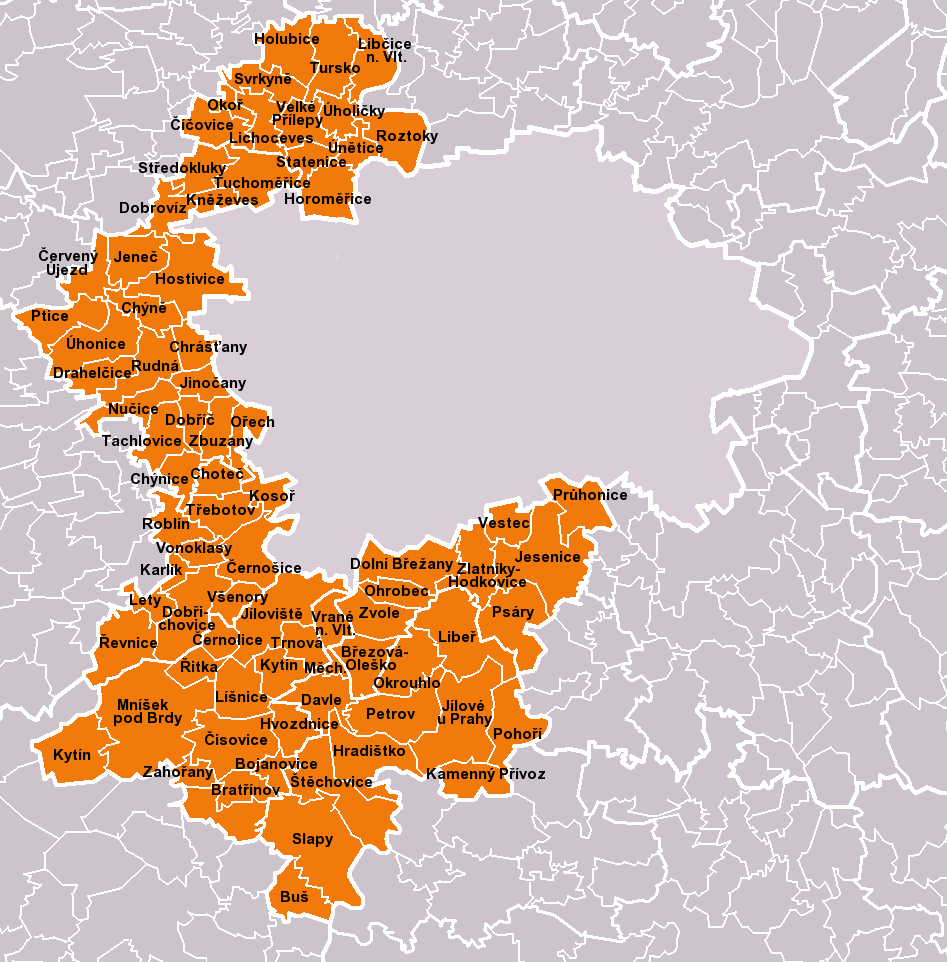
Gemeenten van okres Praha-západ

Benešov · Beroun · Kladno · Kolín · Kutná Hora · Mělník · Mladá Boleslav · Nymburk · Praha-východ · -západ · Příbram · Rakovník